# وادي كفرنجة

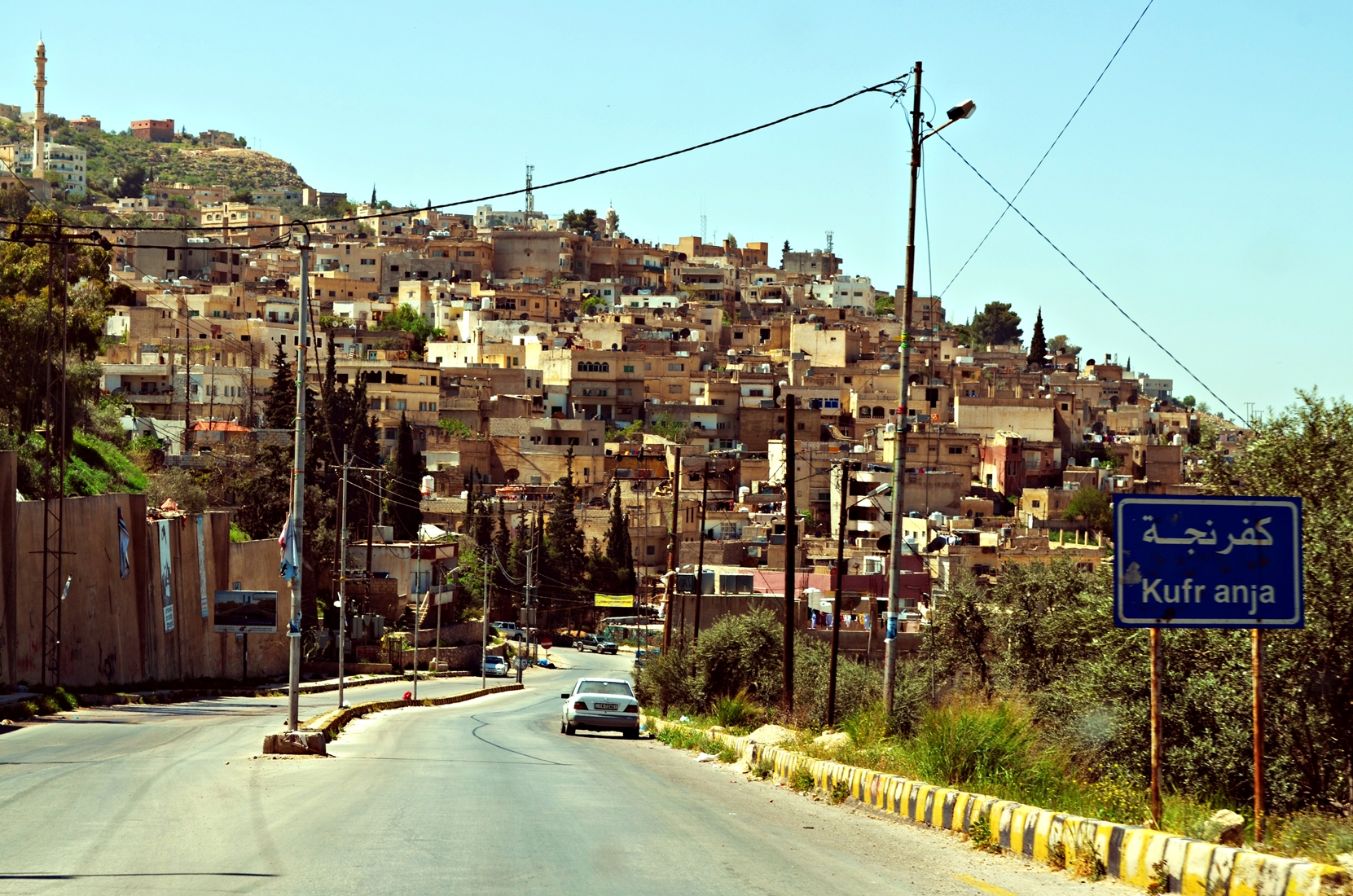
مدينة كفرنجة التي سُميت على اسم الوادي.

وادي كفرنجه أو وادي عجلون هو وادٍ ممتد بين كفرنجة وعجلون، تنتهي فيه الأمطار الهابطة من عجلون لتصب في نهر الأردن في منخفض 230 متراً عن سطح البحر. وقد سمي أيضا بوادي الطواحين نسبة إلى الطواحين المنتشرة على ضفافه ويتدفق منه سنويا ما يقارب 6 ملايين متر مكعب من المياه ويصب في نهر الأردن، وقد نزله قديما الصحابي المشهور النعمان بن بشير.

## سد كفرنجة
في العام 2011 قررت الحكومة الأردنية بناء سد على هذا الوادي حيث قررت سلطة وادي الأردن إنشاء سد على الوادي بغرض تجميع مياه الأمطار الساقطة على حوالي 99 كم2 من محافظة عجلون وهي المسقط المائي الذي سوف يغذي هذا السد، قُدّر معدل التدفق السنوي للمياه في وادي كفرنجة بحوالي 6.33 مليون م3، بلغت الطاقة التخزينية لهذا السد 7.8 مليون م3 وذلك لتوفير مياه لري الأراضي الزراعية في منطقة الأغوار .